# Janggi-dong, Gimpo
Janggi-dong (koreanska: 장기동) är en stadsdel i kommunen Gimpo i provinsen Gyeonggi i Sydkorea, 25 km väster om huvudstaden Seoul

## Indelning
Administrativt är Sinjeong-dong indelat i:
| Namn     | Namn           | Yta km² | Invånare 31 dec 2020 |
| -------- | -------------- | ------- | -------------------- |
| 장기동   | Janggi-dong    | 3,61    | 41 569               |
| 장기본동 | Janggibon-dong | 2,61    | 39 696               |

Janggibon-dong fick sitt nuvarande namn 18 april 2017. Dessförinnan hette den Gimpo 2(il)-dong (김포2동).